# 鶴見通

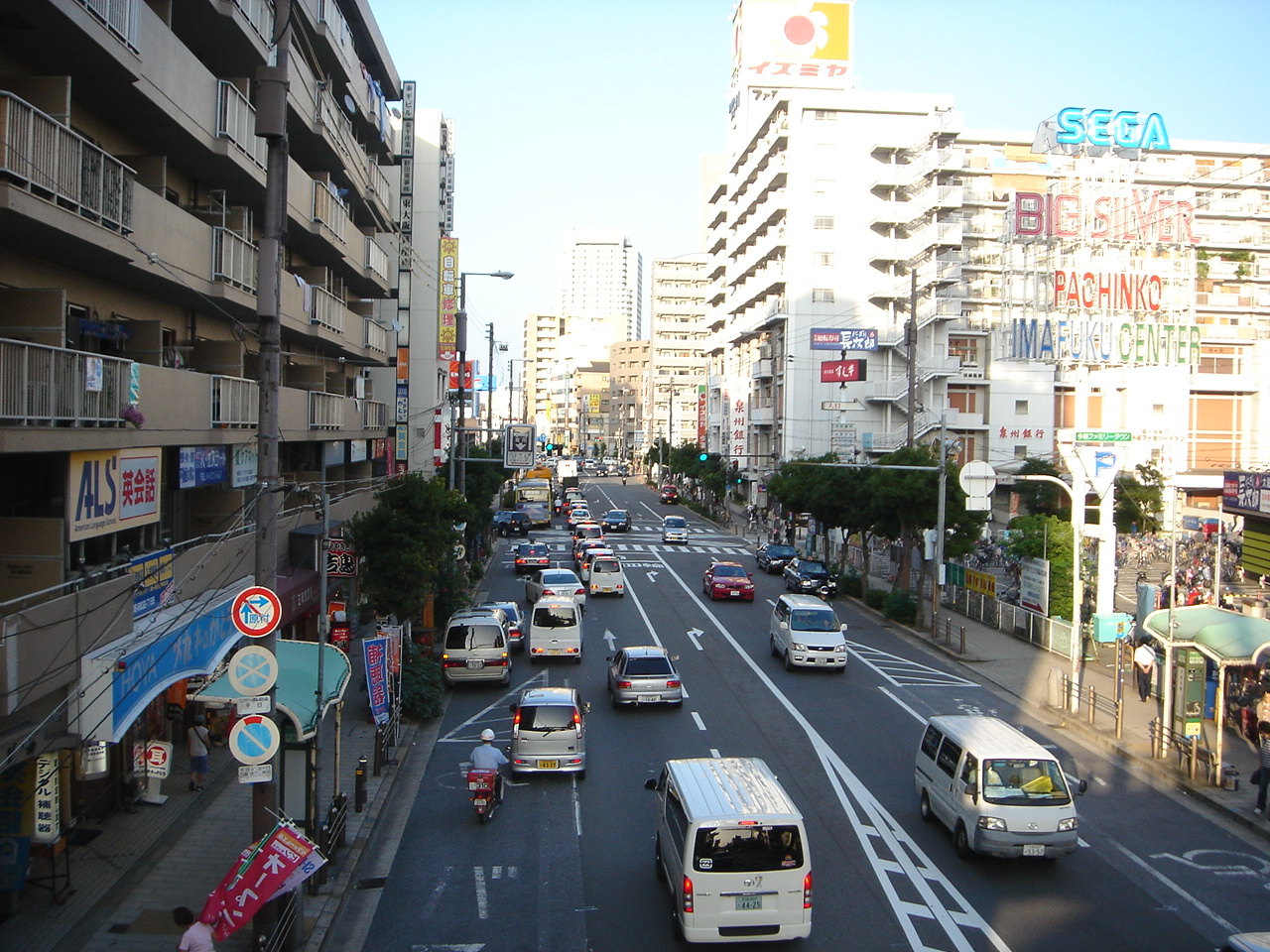
城東区今福鶴見駅付近

鶴見通（つるみどおり）は、大阪市内を東西に走る主要地方道で、1995年に大阪市の公募より採用された愛称である。

## 概要
区間は蒲生四丁目交差点（通称がもよん、大阪市城東区）から安田東交差点（鶴見区）までの全長約4.2kmを指し、大阪府道8号大阪生駒線の一部にあたる。近年、茨田浜交差点以東の拡幅が完成したため、全線が片側2車線の4車線道路となっている。鶴見区内区間の大半は大阪電気軌道四条畷線（未成線）の路盤を道路に転用したものである。
蒲生4丁目交差点 - 鶴見警察署前交差点の地下には、Osaka Metro長堀鶴見緑地線が通っており、大阪市中心部（谷町6丁目・心斎橋）方面へ直結している。また、鶴見通地上には大阪駅・梅田方面へ直結する大阪シティバス（旧・大阪市営バス）も多数運行している。かつては近鉄バスも梅田・天満橋から東大阪市・大東市方面（最遠は阪奈道路を経由して近鉄奈良駅）へ多数運行していた。
鶴見区横堤付近は道路幅が広く、並木が多い。
安田東交差点以東の区間も含めて阪奈道路と呼ばれることもある。

## 沿線
城東区
- 蒲生四丁目駅
- 牛乳石鹸共進社本社
- 国土交通省近畿地方整備局大阪国道事務所
- 今福鶴見駅

鶴見区
- イオンモール鶴見緑地
- 横堤駅
- 鶴見区役所
- 鶴見警察署
- 鶴見図書館
- 鶴見緑地

## 交差する道路
| 交差する道路 南← ＜鶴見通＞ →北            | 交差する道路 南← ＜鶴見通＞ →北 | 交差する場所 | 交差する場所 |
| ------------------------------------------ | ------------------------------- | ------------ | ------------ |
| 国道1号（梅田新道方面）                    |                                 |              |              |
| ＜今里筋＞ 市道大阪環状線                  | ＜京阪国道＞ 国道1号            | 蒲生4        | 城東区       |
| ＜大阪内環状線＞ 国道479号                 | ＜大阪内環状線＞ 国道479号      | 鶴見3        | 鶴見区       |
| 府道159号平野守口線                        |                                 |              | 鶴見区       |
| 府道2号大阪中央環状線（旧道）              | 府道2号大阪中央環状線（旧道）   | 茨田浜       | 鶴見区       |
| 府道15号八尾茨木線                         |                                 |              | 鶴見区       |
| 府道2号大阪中央環状線                      | 府道2号大阪中央環状線           | 安田東       | 鶴見区       |
| ＜阪奈道路＞ 府道8号大阪生駒線（生駒方面） |                                 |              |              |

## 交通量
2005年度（大阪国道事務所　道の資料館より）
平日24時間交通量（台）
- 大阪市城東区今福東2丁目：27,264
- 大阪市鶴見区諸口6丁目：30,552